# Sofia Oxenham
Sofia Oxenham ist eine britische Schauspielerin.

## Leben und Karriere
Oxenham ist die Tochter eines australischen Vaters und einer kornischen Mutter. Sie studierte an der Royal Academy of Dramatic Art.
Ihr Debüt gab sie 2019 jeweils in einer Folge der Fernsehserien Grantchester und Doc Martin. Im selben Jahr war sie in Poldark zu sehen. Außerdem wurde sie 2020 für die Netflixserie Cursed – Die Auserwählte gecastet. Unter andere bekam Oxenham eine Rolle in Soulmates. Von 2023 bis 2024 spielte sie in der Serie Extraordinary eine Hauptrolle. März 2024 wurde sie bei den British Academy Television Awards in der Kategorie „Female performance in a comedy programme“ nominiert.

## Filmografie
Serien
- 2019: Grantchester
- 2019: Doc Martin
- 2019: Poldark
- 2020: Dracula
- 2020: Soulmates
- 2020: Cursed – Die Auserwählte
- 2023–2024: Extraordinary